# STÜBAphilharmonie
Die STÜBAphilharmonie ist ein aus ehrenamtlichen Musikern bestehendes Sinfonieorchester, das 1999 gegründet wurde. Das heute als eingetragener Verein mit Sitz im Erfurter Zughafen organisierte Orchester wurde 1999 als LandesjugendSPASSorchester im thüringischen Stützerbach gegründet. Aus der Abkürzung des Ortsnamens leitet sich auch der heutige Name des Orchesters ab. Neben zahlreichen eigenständigen Konzerten im In- und Ausland spielt die STÜBAphilharmonie seit 2005 zusammen mit dem Singer/Songwriter Clueso. Die musikalische Leitung liegt in den Händen wechselnder Gastdirigenten. Die organisatorische Leitung erfolgt durch einen Orchestervorstand von fünf Personen.

## Geschichte
Im Jahr 1999 gründeten einige junge Musiker aus Thüringen und den angrenzenden Bundesländern das LandesjugendSPASSorchester, das neben dem gemeinsamen Musizieren auch das Ziel hatte, besonders Kindern und Jugendlichen die klassische Musik nahezubringen. Ein erster Auftritt erfolgte im August 1999 in der Ilmenauer Kirche St. Jakobus. In den folgenden beiden Jahren folgten einzelne Konzerte, zunächst noch vorrangig in Ilmenau und dessen Umgebung. Im Jahr 2003 ging das Konzept über reine Konzerte hinaus. Während der Kulturarena in Jena führte das Orchester das Puppenspiel Herr Fuchs und Frau Elster auf. Seither werden jährlich neue Puppenspiele unter der Bezeichnung PuppenSTÜBA inszeniert. Ab 2004 folgten auch internationale Auftritte, so in Rumänien, wo das Orchester viele Jahre ein Kinderheim in der Stadt Ineu unterstützte. Im gleichen Jahr gab es auch ein Konzert im  ungarischen Debrecen. Ebenfalls 2005 unterzeichnete man einen Patenschaftsvertrag mit der Staatskapelle Weimar. Seit 2006 ist das Orchester, nunmehr unter dem Namen STÜBAphilharmonie, als eingetragener Verein organisiert. Im Jahr 2008 unternahm das Orchester eine Begegnungsreise nach Kroatien, Slowenien und Serbien.
Seit 2004 arbeitet die STÜBAphilharmonie mit dem Erfurter Sänger Clueso zusammen. Daraus ergab sich eine erste Teilnahme am Bundesvision Song Contest 2005, hier zunächst mit vier Musikern. Aus diesem gemeinsamen Auftritt entwickelte sich eine kontinuierliche Zusammenarbeit mit regelmäßigen gemeinsamen Konzerten. Bei dem zweiten Auftritt mit Clueso beim Bundesvision Song Contest 2008, diesmal in großer Besetzung, konnten sie den zweiten Platz erzielen. Im Herbst 2009 fuhr die STÜBAphilharmonie zusammen mit Clueso auf eine kleine Tour in 5 Städte, unter anderem nach Bochum, wo die „größte Band der Welt“ zusammen mit Clueso bei der 1Live Krone live im WDR spielt. Im Juli 2010 erschien die Doppel-CD Clueso & Stüba Philharmonie, ein Mitschnitt der Weihnachtskonzerte 2009 im Hamburger Rolf-Liebermann-Studio des NDR.
Am 3. Oktober 2010 bildeten Clueso und die STÜBAphilharmonie den musikalischen Rahmen für den Festakt während der Feier zum Tag der deutschen Einheit auf den Stufen des Berliner Reichstagsgebäudes.
Das Kunstfest Weimar 2015 wurde von der STÜBAphilharmonie mit der Uraufführung des Auftragswerkes „Orchestronik“ eröffnet. Im August 2016 spielt das Orchester mit der Dresdner Sängerin Anna Mateur das Konzertprogramm „Dahin!“ anlässlich des 20. Todestages von Rio Reiser.
2019 probte die STÜBAphilharmonie mit der Band De Phazz für eine gemeinsame Tournee, für die sich jedoch zunächst keine Veranstalter fanden. Daraufhin produzierten die Musiker die CD De Capo. Der STÜBAphilharmonie oblag dabei die Auswahl der Stücke aus dem De Phazz-Repertoire sowie die Arrangements. Nach Erscheinen der CD wurden Veranstalter auf das Projekt aufmerksam, so dass um den Jahreswechsel 2019/2020 die ersten gemeinsamen Konzerte in Jena und Hamburg stattfanden.

## Förderung
Hatte das Orchester in den Anfangsjahren nur wenige lokale Sponsoren, erweiterte sich mit den Jahren das Spektrum der Förderer. Dazu gehörten in der Vergangenheit die Robert Bosch Stiftung, die Stiftung West-Östliche Begegnungen,  das Bundesministerium für Familie, Senioren, Frauen und Jugend, das Thüringer Kultusministerium sowie die im Umfeld von Clueso angesiedelte Erfurter Firma Zughafen, Kern eines freien Netzwerks von Künstlern, Organisatoren, Firmen und Projekten mit Sitz im alten Erfurter Güterbahnhof.
Bis Ende 2010 wurde die STÜBAphilharmonie aus dem Fonds Neue Länder der Kulturstiftung des Bundes gefördert.